# Æthelwine (shérif du Warwickshire)
Pour les articles homonymes, voir Æthelwine.
Æthelwine ou Alwin est un noble anglais du XIe siècle. Membre d'une famille importante du Warwickshire, il exerce la charge de shérif de ce comté sous le règne d'Édouard le Confesseur, puis au début de celui de Guillaume le Conquérant après la conquête normande de l'Angleterre. À travers son fils Thorkil, il est l'ancêtre des Arden, une famille bien établie dans le Warwickshire au Moyen Âge et ensuite.

## Biographie
Le Domesday Book énumère une série de manoirs détenus par Æthelwine Tempore Regis Eduuardi « au temps du roi Édouard », c'est-à-dire immédiatement avant la conquête normande de l'Angleterre. Ils sont situés à Flecknoe (en), Fillongley, Barston, Lea Marston, Harbury, Ryton-on-Dunsmore, Bericote, Clifton-upon-Dunsmore, Nuneaton, Little Lawford et Kemerton. À l'exception du dernier, qui se trouve dans le Gloucestershire, tous ces domaines sont situés dans le Warwickshire. Le Domesday Book précise qu'il a offert celui de Clifton-upon-Dunsmore à l'abbaye de Coventry. Ce don à un monastère fondé par le comte Leofric de Mercie et son épouse Godiva pourrait refléter une forme de lien de vassalité entre Æthelwine et les comtes de Mercie.
La mention la plus tardive d'Æthelwine figure dans une charte de 1072 par laquelle le baron anglo-normand Robert de Stafford (en) cède à l'abbé d'Evesham Æthelwig un terrain de 2 hides situé à Wrottesley (en). Æthelwine figure parmi les témoins de cette donation, de même que deux de ses fils, Ketilbiorn et Thorkil. Il y porte le titre de shérif. La chronique de l'abbaye d'Abingdon note que Thorkil fait don à l'abbé Æthelhelm de trois domaines appartenant à son patrimoine. Cela suggère qu'Æthelwine est mort pendant l'abbatiat d'Æthelhelm, soit entre 1071 et 1083. Il est nécessairement mort avant 1086, année de la compilation du Domesday Book, car Thorkil y apparaît comme propriétaire de tous les domaines qui appartenaient à Æthelwine en 1066.

## Descendance
Trois fils d'Æthelwine sont connus. Ils portent tous des noms norrois, ce qui pourrait impliquer que leur mère est d'origine scandinave.
- Ketilbiorn, qui témoigne sur la charte de 1072, est probablement mort avant 1086, car le Domesday Book ne le mentionne comme propriétaire d'aucun manoir à cette date. Son nom est associé à trois domaines en 1066 : Cubbington, qu'il détient conjointement avec son oncle Leofwine ; Radford Semele, qu'il vend à un dénommé Ermenfrid ; et Church Lawford, passé au comte de Shrewsbury Roger de Montgomery[5].
- Guthmund est encore vivant en 1086 : il apparaît dans le Domesday Book à cette date comme tenancier du manoir de Great Packington pour le compte de son frère Thorkil et de celui d'Aston (en) pour le compte de William Fitz-Ansculf (en). Par sa fille Ailleva (Æthelgifu), il est l'ancêtre de la famille Le Notte[5].
- Thorkil (ou Turchil), qui témoigne sur la charte de 1072, est le plus important des trois. Il pourrait avoir succédé à son père comme shérif[6] et fait partie des propriétaires terriens natifs d'Angleterre les plus riches du royaume en 1086 : son fief s'étend sur 132 hides, dont 127 dans le Warwickshire[7]. Bon nombre des domaines qui lui appartiennent ont pour tenanciers des membres de sa famille (frère, oncles, cousins) et l'historienne Ann Williams y décèle une stratégie de concentration des biens familiaux visant à résister aux spoliations consécutives à la conquête normande[8]. Ses domaines sont repris par le roi Guillaume le Roux vers 1088 pour constituer le fief du comte Henri de Beaumont. Les descendants de Thorkil, qui adoptent le nom de famille Arden, deviennent les tenanciers des comtes de Warwick[9].